# Чезаре Казадеї
Чезаре Казадеї (італ. Cesare Casadei, нар. 10 січня 2003, Равенна) — італійський футболіст, півзахисник клубу «Торіно» та молодіжної збірної Італії. Виступав також за клуби «Лестер Сіті» та «Челсі».

## Клубна кар'єра
Чезаре Казадеї народився 2003 року в місті Равенна. Розпочинав грати у футбол у юнацьких командах італійських футбольних клубів, у 2022 році перейшов до юнацької команди англійського клубу «Челсі». У 2023 році керівництво клубу віддало італійського футболіста в оренду до іншої англійської команди «Редінг», в якій Казадеї зіграв 15 матчів чемпіонату. У цьому ж році італієць на правах оренди перейшов до англійського клубу «Лестер Сіті», з яким у сезоні 2023—2024 років став переможцем Чемпіоншипу.
У 2024 році Казадеї повернувся з оренди до клубу «Челсі», проте не став гравцем основного складу команди, і з початку 2025 року на правах постійного контракту перейшов до клубу «Торіно».

## Виступи за збірні
У 2018 році Чезаре Казадеї дебютував у складі юнацької збірної Італії. У складі юнацької збірної Італії віком до 20 років Казадеї брав участь у молодіжному чемпіонаті світу 2023 року, на якому італійська команда здобула срібні медалі, а сам футболіст став кращим гравцем чемпіонату, а також із 7 голами став кращим бомбардиром турніру. Загалом на юнацькому рівні Казадеї взяв участь у 34 іграх, відзначившись 14 забитими голами.
З 2022 року Чезаре Казадеї грає у складі молодіжної збірної Італії. На молодіжному рівні футболіст зіграв у 12 офіційних матчах, забив 3 голи.

## Титули і досягнення
- Кращий гравець молодіжного чемпіонату світу: 2023
- Кращий бомбардир молодіжного чемпіонату світу з футболу: 2023 (7 голів)